# Wout Woltz
Wouter (Wout) Woltz (Amsterdam, 10 juni 1932) is een Nederlands journalist. Hij is voormalig hoofdredacteur van NRC Handelsblad (1983-1989).

## Loopbaan
Na zijn vierjarige opleiding aan de Gemeentelijke Kweekschool voor Onderwijzers en Onderwijzeressen in Amsterdam verruilde Woltz al snel de school voor werk als journalist bij de krant Het Vrije Volk. Hij werkte een jaar bij een reclamebureau maar stapte over naar het Algemeen Handelsblad, waar hij chef van het Zaterdags Bijvoegsel en een van de twee adjunct-hoofdredacteuren werd. Vanaf 1975 was hij zeven jaar correspondent in Londen. Na zijn terugkeer werd hij hoofdredacteur van de inmiddels gefuseerde krant NRC Handelsblad van 1983 tot en met 1989, als opvolger van André Spoor. Tot zijn afscheid in 1992 bleef hij aan als verslaggever. Woltz was bijzonder hoogleraar persgeschiedenis aan de Erasmus Universiteit in Rotterdam, waar hij Jan Blokker opvolgde.

## Publicaties
- (Met Joost Van de Woestijne): Ons lieve leven. 100 jaar Nederlandse krantefoto's (1972)
- Post uit de oorlog (2006) -  kinderboek dat hij met zijn dochter de kinderboekenschrijfster Anna Woltz schreef en dat deels op zijn oorlogservaringen gebaseerd is.